# José Ignacio Gracia Noriega
José Ignacio Gracia Noriega (Llanes, 17 de agosto de 1945 - Oviedo, 6 de septiembre de 2016) fue un escritor  español, especialmente vinculado al Principado de Asturias.

## Biografía
Realizó el bachillerato en el Instituto de Oviedo, donde fue alumno de Pedro Caravia Hevia. Estudio Filosofía y Letras en la Universidad de Oviedo y en la Complutense de Madrid. Fue secretario del Ateneo de Oviedo y director de actividades culturales de la Alianza Francesa de Oviedo. Se trata de uno de los escritores asturianos más fecundos, que fue colaborador habitual del periódico asturiano La Nueva España. Entre sus aficiones se encontraba la gastronomía, tema sobre el que publicó Las crónicas de la Cofradía de la Mesa de Asturias, y la tauromaquia. Es autor de relatos de viajes por Asturias, como Con bastón y perro.
Ha recibido los premios de novela Tigre Juan, Casino de Mieres y Asturias de Novela. Falleció el 7 de septiembre de 2016 en el Hospital Universitario Central de Asturias de Oviedo a los 71 años. 
Entre los años 74 y 78 mantuvo una intensa actividad ciudadana como vicepresidente de la A. V. de Pumarín (Oviedo), donde fue residente.

## Obras de Gracia Noriega
Este autor ha permitido que algunas de sus obras sean editadas en formato digital.

### Libros
- Asturias en pocas palabras (1980)
- Las crónicas de la Cofradía de la Mesa de Asturias (1982)
- Crónicas Viajeras (1985)
- Literatura asturiana en Castellano 1939-1985 (1986)
- Indianos del Oriente de Asturias (1987)
- Semblanzas (1987)
- El viaje del obispo de Abisinia a los Santuarios de la Cristiandad (1987), Premio Tigre Juan de novela
- Entre el mar y las montañas, recorridos por la comarca oriental de Asturias. (1988)
- El paso de Faes (1988)
- Vísperas del Nuevo Tiempo (1991); Libro de "memorias".
- Dudoso Paraíso (1990)
- El muro de la eternidad (1991)
- En un jardín tenebroso
- El viaje del norte
- Los asturianos pintados por sí mismos
- Alarcos en Oviedo (2001)
- Hombres de brújula y espada (2002)
- Don Pelayo, el rey de las montañas (2006)
- Emilio Alarcos Llorach, Premio Provincia de Valladolid 1997 (enlace roto disponible en Internet Archive; véase el historial, la primera versión y la última). (2006) - Autor: Gracia Noriega, I.
- Historias de Covadonga: torrentes y campanas (2008)
- Las burbujas de la tierra (2016)

### Artículos
- Bajo las nieblas de Asturias, artículos publicados en La Nueva España